# Château de la Morlaye
Le château de la Morlaye est un édifice situé à Missiriac en France.

## Localisation
Le château est situé sur le territoire de la commune de Missiriac, au lieu-dit la Morlaye, dans le département du Morbihan en région Bretagne.

## Description
L'ancien manoir a adopté un plan en équerre avec tour d'escalier sur l'angle. Il sert aujourd'hui de dépendance au château au plan régulier en H. Sous-sol, un étage carré et un étage de comble, élévation ordonnancée, élévation à travées, construit en moellons de granite et de schiste. Toiture à longs pans brisés recouverte d'ardoises, croupe. Escalier dans-œuvre : escalier tournant à retours avec jour.

## Historique
Selon le texte des Réformations (recensement des nobles) de 1427 et 1455, le manoir et hébergement de la Morelaye appartient à Ollivier Ravily et sa femme, à cause d´elle, avec une métairie. Il passe dans la famille Le Jeune - Jean en 1463, Guillaume en 1572, Julien puis Marguerite - ; cette dernière, mariée à Gilles de la Pommeraye transmet le manoir à cette famille. Il est vendu au XVIIe siècle à la famille de Birague. Armand-Louis de Sérent en est le propriétaire en 1779. Le château, date des XVIIIe et XIXe siècles, utilise l'ancien manoir comme dépendance.
Le château est inscrit à l'inventaire général du patrimoine culturel.